# Gare de Shin-Tochigi
La gare de Shin-Tochigi (新栃木駅, Shin-Tochigi-eki) est une gare ferroviaire de la ville de Tochigi, dans la préfecture de Tochigi au Japon. La gare est exploitée par la compagnie Tōbu.

## Situation ferroviaire
La gare est située au point kilométrique (PK) 47,9 de la ligne Tōbu Nikkō. Elle marque le début de la ligne Tōbu Utsunomiya.

## Histoire
La gare de Shin-Tochigi a été inaugurée le 1er avril 1929.

## Service des voyageurs

### Accueil
La gare dispose d'un bâtiment voyageurs, avec guichets, ouvert tous les jours.

### Desserte
- Ligne Tōbu Nikkō :
  - voies 1 à 3 : direction Tōbu-Nikkō
  - voies 2 et 3 : direction Tōbu-dōbutsu-kōen, Kita-Senju et Asakusa
- Ligne Tōbu Utsunomiya :
  - voies 1 à 3 : direction Tōbu-Utsunomiya
  - voies 2 et 3 : direction Tochigi